# 12月3日
12月3日（じゅうにがつみっか）は、グレゴリオ暦で年始から337日目（閏年では338日目）にあたり、年末まであと28日ある。

## できごと

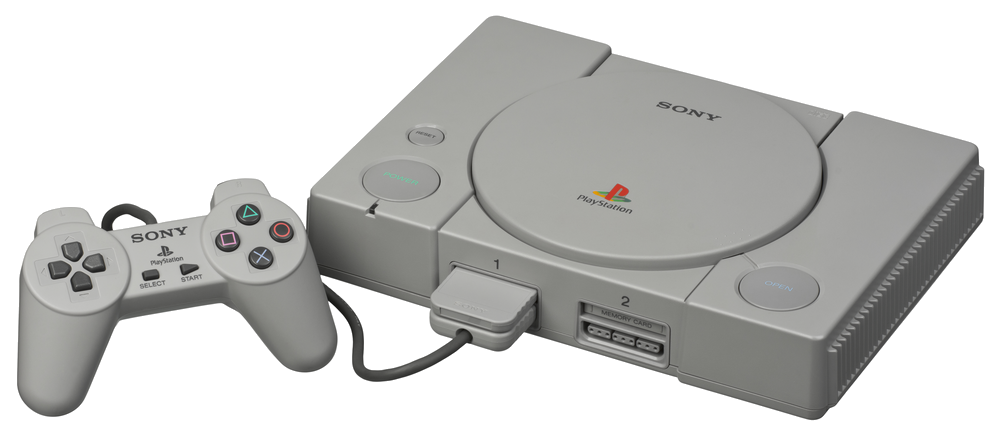
PlayStation発売(1994)、ファイナルファンタジーVIIの発売が大ヒットを決定づけた。

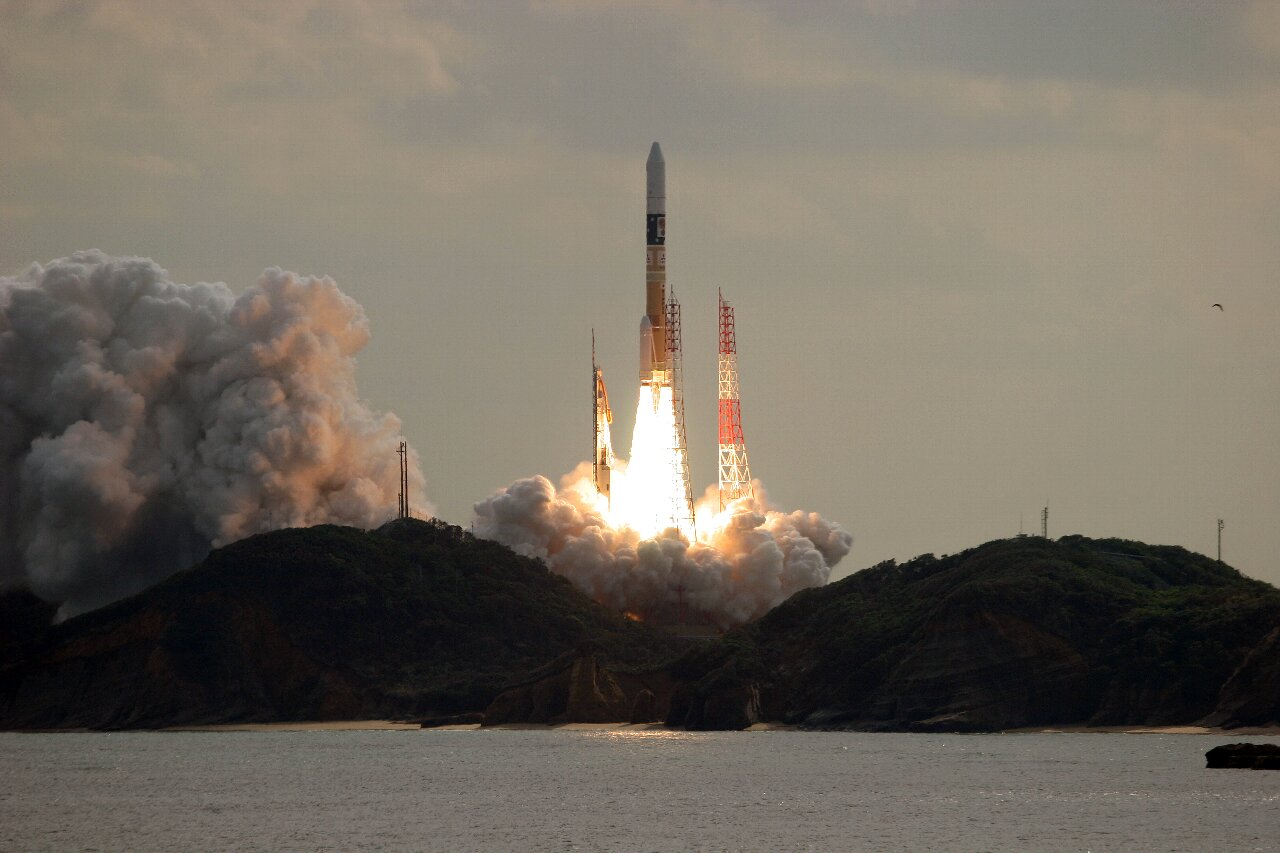
はやぶさ2打ち上げ(2014)

- 1800年 - ナポレオン戦争・第二次対仏大同盟: ホーエンリンデンの戦い。フランス軍がオーストリア軍を破る[1]。
- 1818年 - イリノイ準州が州に昇格し、アメリカ合衆国21番目の州・イリノイ州となる。
- 1828年 - 1828年アメリカ合衆国大統領選挙の結果、アンドリュー・ジャクソンが大統領に選出。
- 1888年 - 愛媛県から香川県が分割。現在の日本の全ての都道府県の領域が確定する。
- 1904年 - チャールズ・パーラインが木星の第6衛星ヒマリアを発見。
- 1906年 - イタリアのサッカークラブ・トリノFCが発足。
- 1910年 - ジョルジュ・クロードがネオン管を初めて公開。
- 1916年 - 福岡県若松市で定員オーバーの渡船が沈没。130人が死亡[2]。
- 1926年 - 推理作家アガサ・クリスティが自宅を出たきり失踪。11日後に発見される。
- 1926年 - 改造社が1冊1円の『現代日本文学全集』の刊行を開始。他社が追従し円本ブームとなる。
- 1946年 - NHKラジオで日本初のクイズ番組『話の泉』の放送が開始される。
- 1947年 - テネシー・ウィリアムズの戯曲『欲望という名の電車』がニューヨーク・ブロードウェイで初演。
- 1950年 - 鹿児島県鹿児島市で大規模火災。バラックなど300戸が全焼[3]。
- 1955年 - 鹿児島県名瀬市で大規模火災。市全体の約1/3にあたる1413戸が全焼[4]。
- 1959年 - 現在のシンガポールの国旗が制定。
- 1959年 - 東京で日本初の個人タクシーの営業認可。
- 1966年 - マカオで一二・三事件がおこる。
- 1967年 - クリスチャン・バーナードの執刀によって世界初の心臓移植が南アフリカのケープタウンで行われる。世界初のレシピエントは移植18日後に死亡。
- 1967年 - 福岡国際マラソンでデレク・クレイトンが史上初の2時間10分を切る2時間9分36秒を記録。
- 1971年 - 第三次印パ戦争勃発。
- 1972年 - 日本でアニメ「マジンガーZ」放送開始。
- 1973年 - アメリカの惑星探査機「パイオニア10号」が初めて木星の接近画像を送る。
- 1979年 - 電電公社が東京23区内で自動車電話のサービスを開始。
- 1985年 - NTTがフリーダイヤルのサービスを開始。
- 1989年 - ジョージ・H・W・ブッシュ米国大統領とミハイル・ゴルバチョフソ連最高会議幹部会議長兼ソ連共産党書記長がマルタ島で会談し、冷戦の終結を宣言。（マルタ会談）
- 1994年 - 智頭急行智頭線が開業。
- 1994年 - ソニー・コンピュータエンタテインメントが家庭用ゲーム機PlayStationを日本国内で発売。
- 1997年 - 対人地雷禁止条約（オタワ条約）に調印。
- 1999年 - アメリカの火星探査機「マーズ・ポーラー・ランダー」が火星に到着するが、同日の大気圏突入の直前の通信を最後に通信途絶。
- 2009年 - メドヴェージェフロシア大統領とローマ教皇ベネディクト16世が会談し、ロシアとバチカンが外交関係を樹立することで合意。
- 2010年 - 中国高速鉄道のCRH380Aが試験走行で最高速度486.1 km/hを記録[5]。
- 2011年 - 平成23年台風第12号に伴う豪雨の被害により和歌山県内の一部の区間で不通となっていた、JR紀勢本線が約3カ月ぶりに全線で運転を再開。
- 2014年 - 宇宙航空研究開発機構が小惑星探査機「はやぶさ2」を打ち上げ[6]。
- 2018年 - アメリカの小惑星探査機「オシリス・レックス」が小惑星ベンヌに到着[7]。
- 2024年 - 韓国で尹錫悦大統領が非常戒厳令を宣告[8]。翌4日未明、国会は非常戒厳の解除要求決議案を出席議員の全会一致で可決[9]し、非常戒厳令は宣告から約6時間で解除となった[10]（2024年大韓民国非常戒厳令）。

## 誕生日
- 1703年（元禄16年10月25日） - 松平親純、杵築藩主（+ 1739年）
- 1714年（正徳4年10月27日） - 吉川経永、岩国領6代領主（+ 1764年）
- 1729年 - アントニオ・ソレール[注 1]、作曲家（+ 1783年）
- 1791年（寛政4年11月8日） - 吉川経賢、岩国領9代領主（+ 1807年）
- 1799年 - マーガレット・オニール・イートン、ジョン・ヘンリー・イートンの夫人（+ 1879年）
- 1819年（文政2年10月16日） - 阿部正弘、幕末の老中、福山藩主（+ 1857年）
- 1830年 - フレデリック・レイトン、画家、彫刻家（+ 1896年）
- 1835年（天保6年10月14日） - 小松清廉（帯刀）、薩摩藩士、政治家（+ 1870年）
- 1845年（弘化2年11月5日） - 朽木為綱、福知山藩主（+ 1883年）
- 1857年 - ジョゼフ・コンラッド、小説家（+ 1924年）
- 1862年 - ジュール・ランカン、政治家、ベルギー首相 （+ 1934年）
- 1876年 - 20代木村庄之助、元大相撲立行司（+ 1940年）
- 1877年 - リチャード・ピアース、航空工学者（+ 1953年）
- 1879年 - 永井荷風、小説家（+ 1959年）
- 1882年 - 種田山頭火、俳人（+ 1940年）
- 1883年 - アントン・ヴェーベルン、作曲家（+ 1945年）
- 1887年 - 東久邇宮稔彦王、旧皇族、政治家、第43代内閣総理大臣（+ 1990年）
- 1888年 - 水野仙子、作家（+ 1919年）
- 1889年 - 小汀利得、ジャーナリスト、時事評論家（+ 1972年）
- 1890年 - 佐藤惣之助、詩人、作詞家（+ 1942年）
- 1895年 - アンナ・フロイト、心理学者（+ 1982年）
- 1898年 - レジナルド・ブライス、日本文化研究者（+ 1964年）
- 1899年 - 池田勇人、政治家、第58・59・60代内閣総理大臣（+ 1965年）
- 1907年 - 服部逸郎、作曲家、歌手、作詞家、元アナウンサー（+ 1973年）
- 1911年 - ニーノ・ロータ、作曲家（+ 1979年）
- 1921年 - 数原洋二、実業家（+ 2020年）
- 1922年 - 千頭久米夫、元プロ野球選手
- 1923年 - ソール・ライター、写真家（+ 2013年）
- 1924年 - ジョン・バッカス、計算機科学者（+ 2007年）
- 1925年 - 金大中、政治家、第15代韓国大統領（+ 2009年）
- 1925年 - 石坂公成、免疫学者（+ 2018年）
- 1925年 - 27代木村庄之助、元大相撲行司（+ 2023年）
- 1926年 - 石川清逸、元プロ野球選手
- 1927年 - アンディ・ウィリアムス、歌手（+ 2012年）
- 1930年 - ジャン＝リュック・ゴダール、映画監督（+ 2022年）
- 1936年 - 川淵三郎、元サッカー選手、第10代日本サッカー協会会長
- 1939年 - 木村朱炎、書家
- 1939年 - 宇多川勝太郎、元大相撲力士（+ 1989年）
- 1940年 - 篠山紀信、写真家（+ 2024年）
- 1940年 - 31代木村庄之助、元大相撲行司
- 1941年 - 山脇百合子、絵本作家、挿絵画家（+ 2022年）
- 1942年 - 下河辺晴三、音楽プロデューサー
- 1942年 - 越智靖朗、元プロ野球選手
- 1943年 - 富沢清司、元サッカー選手
- 1946年 - ヨープ・ズートメルク、元自転車プロロードレース選手
- 1947年 - 山内新一、元プロ野球選手
- 1947年 - ウェイン・ギャレット、元プロ野球選手
- 1947年 - 松あきら、政治家、女優
- 1947年 - 今いくよ、漫才師（今いくよ・くるよ）（+ 2015年）
- 1948年 - オジー・オズボーン、ミュージシャン（ブラック・サバス）（+ 2025年）
- 1948年 - 岡崎徹、元俳優、元歌手
- 1948年 - 日森文尋、政治家（+ 2022年）
- 1949年 - 路遥、小説家（+ 1992年）
- 1950年 - イルカ、歌手
- 1950年 - エイサ・ハッチンソン、事業家、弁護士、政治家
- 1951年 - 長州力、プロレスラー
- 1952年 - 柴田光陽、元騎手、調教師
- 1952年 - ニック・ワイルダー、俳優
- 1953年 - パット・パットナム、元プロ野球選手
- 1953年 - 佐山展生、技術者、経営者、投資家、大学教授
- 1955年 - 麻生よう子、歌手
- 1956年 - 福井美恵子、バスケットボール選手（+ 1980年）
- 1957年 - 岩里祐穂、作詞家、作家
- 1957年 - 鐘井裕治、元プロ野球選手
- 1958年 - 天川由記子、政治家
- 1959年 - 遠藤察男、脚本家
- 1960年 - ダリル・ハンナ、女優
- 1960年 - ジュリアン・ムーア、女優
- 1960年 - 倉林明子、政治家
- 1961年 - 高松信司、アニメーション監督
- 1962年 - 神保悟志、俳優
- 1962年 - 久保文雄、元プロ野球選手
- 1963年 - カトキハジメ、メカニックデザイナー
- 1963年 - 神田森莉、漫画家
- 1963年 - 関根正明、俳優
- 1964年 - パンチ佐藤、元プロ野球選手、タレント
- 1964年 - マルコ・テンペスト、マジシャン
- 1965年 - カタリナ・ヴィット、フィギュアスケート選手
- 1965年 - アンドリュー・スタントン、映画監督、脚本家、プロデューサー
- 1965年 - 古田新太、俳優
- 1968年 - 織戸学、レーシングドライバー
- 1968年 - 松田公太、政治家
- 1968年 - ブレンダン・フレイザー、俳優
- 1968年 - 松岡圭祐、小説家
- 1969年 - 綾瀬早智子、モデル
- 1969年 - ビル・スティアー、ミュージシャン
- 1970年 - クリスティアン・カランブー、元サッカー選手
- 1971年 - 藤井貴彦、アナウンサー
- 1971年 - 大林勝、俳優、スーツアクター
- 1972年 - 高岡早紀、女優
- 1972年 - パトリス・アルケット、フィギュアスケート選手
- 1973年 - 石橋晴行、元プロバスケットボール選手
- 1973年 - 前原一輝、俳優
- 1973年 - 池田ゆい、タレント
- 1974年 - アルベナ・デンコヴァ、フィギュアスケート選手
- 1976年 - 岡本知高、ソプラニスタ
- 1976年 - ゲーリー・グローバー、プロ野球選手
- 1976年 - シルビア・フォンタナ、フィギュアスケート選手
- 1976年 - 井上龍也、お好み焼き愛好家
- 1977年 - 笑福亭智之介、落語家、マジシャン
- 1978年 - マット・チルダース、プロ野球選手
- 1978年 - 松橋拓二、元プロボクサー
- 1978年 - 天野弓彦、画家、イラストレーター
- 1979年 - 村田秀亮、お笑いタレント（とろサーモン）
- 1979年 - 首藤奈知子、NHKアナウンサー
- 1979年 - 星野奏子、歌手、作詞家
- 1980年 - 壇蜜、タレント、女優、グラビアアイドル
- 1980年 - 武田豊彦、お笑いタレント（元アントニオ）
- 1980年 - 朝比奈拓見、声優
- 1980年 - 馬渕智史、競輪選手
- 1981年 - エドウィン・バレロ、プロボクサー（+ 2010年）
- 1981年 - ダビド・ビジャ、サッカー選手
- 1982年 - マイケル・エッシェン、サッカー選手
- 1982年 - 美竹涼子、元AV女優
- 1982年 - マニー・コーパス、プロ野球選手
- 1982年 - アレクサンダー、俳優、ファッションモデル
- 1984年 - 横川史学、元プロ野球選手
- 1984年 - 高井彰大、元騎手、調教助手
- 1984年 - エレーナ・ロマノフスカヤ、フィギュアスケート選手
- 1984年 - 濱野雅慎、元野球選手
- 1985年 - フィリッパ・ハミルトン、ファッションモデル
- 1985年 - アマンダ・サイフリッド、女優
- 1986年 - 逢笠恵祐、声優
- 1987年 - アリシア・サクラモーン、体操選手
- 1987年 - ジェリアール・カストロ、元プロ野球選手
- 1987年 - 浦井のりひろ、お笑いタレント（男性ブランコ）
- 1988年 - 川谷絵音、ミュージシャン（indigo la End、ゲスの極み乙女。、ジェニーハイ）
- 1988年 - 杉本雄治、ミュージシャン（WEAVER、ONCE）
- 1988年 - 周防ゆきこ、元AV女優
- 1989年 - 江川清音、気象キャスター
- 1989年 - 阿部寿樹、プロ野球選手
- 1990年 - J.T.シャギワ、プロ野球選手
- 1990年 - 矢吹シャルロッテ、元グラビアアイドル
- 1990年 - 米本拓司、サッカー選手
- 1990年 - ガク、お笑いタレント（真空ジェシカ）
- 1991年 - 碓井将大、俳優、タレント（D-BOYS）
- 1991年 - 吉武怜朗、料理人、元俳優
- 1991年 - 渡部やえ、演歌歌手
- 1991年 - 村雨美紀、札幌テレビアナウンサー
- 1991年 - 矢野圭吾、陸上選手
- 1992年 - アヤンレ・スレイマン、陸上競技選手
- 1992年 - 寺岡寛治、元プロ野球選手
- 1993年 - 中川誠也、元プロ野球選手
- 1993年 - マルケス・ブラウンリー、YouTuber、アルティメット選手
- 1994年 - 京本大我、アイドル（SixTONES）
- 1994年 - 橋本拓哉、プロバスケットボール選手
- 1994年 - 芹澤優、声優、アイドル（i☆Ris）
- 1994年 - 増岡加奈子、バスケットボール選手
- 1995年 - 入山杏奈、女優、元アイドル（元AKB48）
- 1995年 - 彩乃なな 、元AV女優
- 1995年 - 水上京香、女優
- 1995年 - 大竹壱青、バレーボール選手
- 1995年 - 貞松響、ミュージカル俳優
- 1996年 - 今川宇宙、女優、イラストレーター
- 1996年 - 周庭、政治活動家
- 1997年 - 涼森れむ 、AV女優
- 1997年 - 廣畑敦也、プロ野球選手
- 1998年 - 井田玲音名、アイドル（SKE48）
- 1998年 - アーン、アイドル（BNK48）
- 1999年 - 木村楓、モデル、レースクイーン
- 2002年 - 笠野咲藍、タレント
- 2003年 - 冬野心央、俳優
- 2004年 - 田中きずな、プロレスラー
- 2005年 - 髙島泰都、プロ野球選手
- 2011年 - 青木遥、声優
- 生年不詳 - 甘束まお、声優、歌手
- 生年不詳 - 川上貴史、声優
- 生年不詳 - 鈴木亜理沙、声優
- 生年不詳 - 古川裕隆、声優
- 生年不詳 - 神谷順、元漫画家、イラストレーター
- 生年不詳 - 長谷川暖、声優

## 忌日

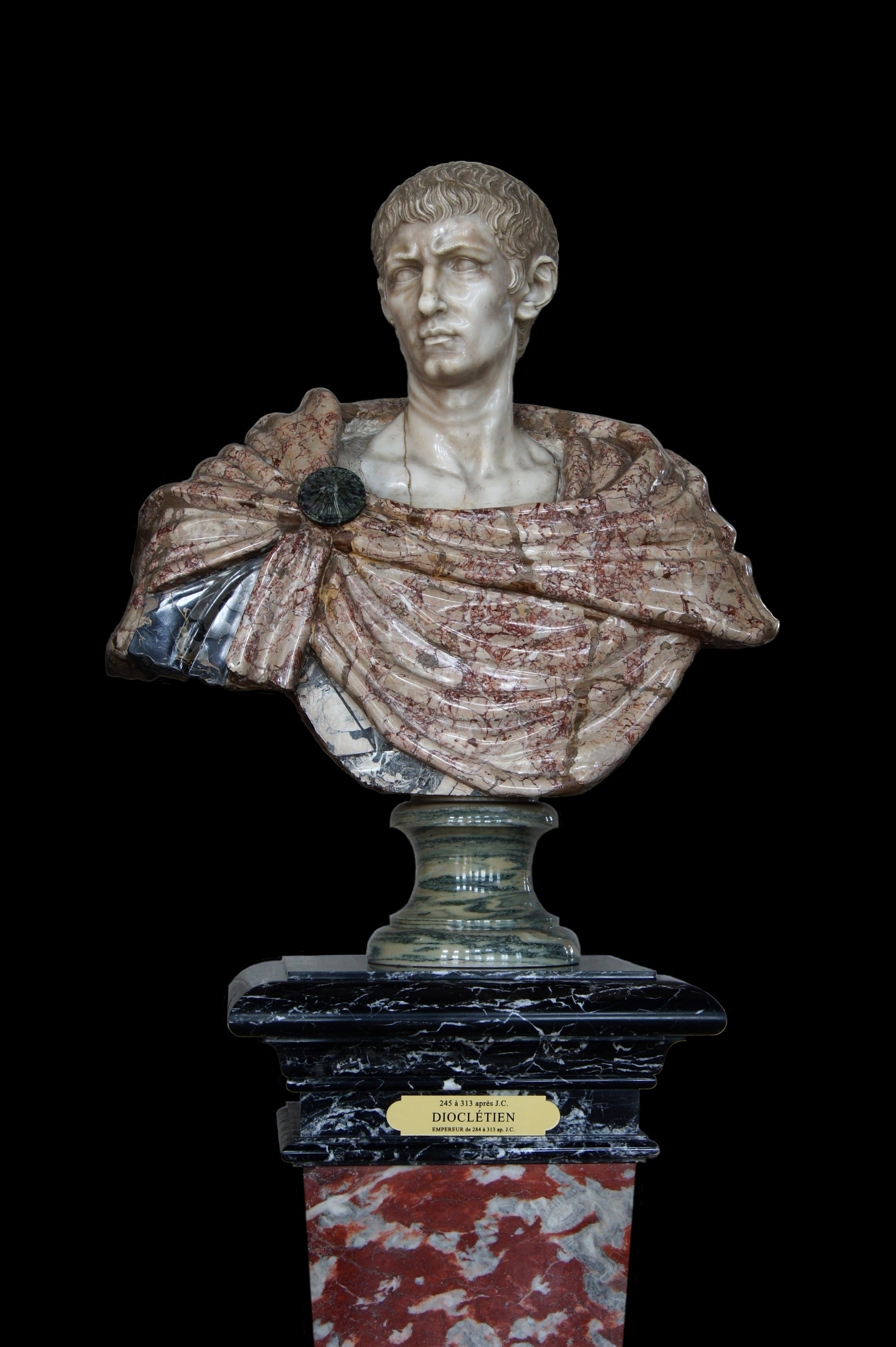
ディオクレティアヌス（244 - 311）。最後の軍人皇帝である彼は、ドミナートゥス（専制君主制）を創始し、四分治制なるテトラルキアを導入した。また、キリスト教に対して最後の大迫害を行った。

- 311年 - ディオクレティアヌス、ローマ皇帝（* 244年）
- 1137年 - ロタール3世、神聖ローマ皇帝（* 1075年）
- 1444年（正統9年10月24日） - 尚忠王、琉球国王（* 1391年）
- 1490年 - ジュリアーノ・ダ・マイアーノ、彫刻家
- 1552年 - フランシスコ・ザビエル、イエズス会宣教師（* 1506年）
- 1608年 - 養徳院、池田恒興の母、織田信長の乳母（* 1515年）
- 1610年（慶長15年10月18日） - 本多忠勝、戦国武将、桑名藩主（* 1548年）
- 1823年 - ジョヴァンニ・バッティスタ・ベルツォーニ、探検家（* 1778年）
- 1839年 - フレデリク6世、デンマーク・ノルウェー王（* 1768年）
- 1848年（嘉永元年11月8日） - 坪井信道、蘭方医（* 1795年）
- 1850年（嘉永3年10月30日） - 高野長英、蘭学者（* 1804年）
- 1866年 - ヤン・ヴァーツラフ・カリヴォダ、作曲家（* 1801年）
- 1876年 - ヘルマン・ゲッツ、作曲家（* 1840年）
- 1882年 - ジェームズ・チャリス、天文学者（* 1803年）
- 1885年 - 桃井春蔵、剣術家（* 1825年）
- 1886年 - 箕作秋坪、蘭学者（* 1826年）
- 1890年 - 根岸友山、元壬生浪士、庄内藩新徴組取締役（* 1810年）
- 1894年 - ロバート・ルイス・スティーヴンソン、小説家（* 1850年）
- 1897年 - フリードリヒ・ヴィネッケ、天文学者（* 1835年）
- 1910年 - メリー・ベーカー・エディ、クリスチャン・サイエンスの創立者（* 1812年）
- 1919年 - ピエール＝オーギュスト・ルノワール、画家（* 1841年）
- 1920年 - ウィリアム・アブニー、天文学者、化学者（* 1843年）
- 1929年 - 多忠亮、ヴァイオリニスト、作曲家（* 1895年）
- 1931年 - 花井卓蔵、弁護士（* 1868年）
- 1931年 - フランク・キレン 、プロ野球選手（* 1870年）
- 1935年 - ミルマン・パリー、叙事詩学者（* 1902年）
- 1937年 - 高田早苗 、元文部大臣、早稲田大学総長（* 1860年）
- 1938年 - ガイ・ヘッカー、プロ野球選手（* 1856年）
- 1941年 - クリスティアン・シンディング、作曲家（* 1856年）
- 1941年 - パーヴェル・フィローノフ、画家、美術理論家（* 1883年）
- 1942年 - ヴィルヘルム・ペッテション＝ベリエル、作曲家（* 1867年）
- 1942年 - ヘンナー・ヘンケル、テニス選手（* 1915年）
- 1948年 - 式守伊之助 (16代)、大相撲の立行司（* 1892年）
- 1956年 - アレクサンドル・ロトチェンコ、画家、写真家、デザイナー（* 1891年）
- 1965年 - 河上丈太郎、政治家（* 1889年）
- 1969年 - 長谷部言人、人類学者（* 1882年）
- 1974年 - ポール・ヴィノグラドフ、ピアニスト、作曲家、音楽教師（* 1888年）
- 1975年 - 鹿島守之助、実業家、参議院議員（* 1896年）
- 1977年 - ルドルフ・コンフナー、工学者、物理学者（* 1909年）
- 1978年 - ウィリアム・グラント・スティル、作曲家（* 1895年）
- 1979年 - 張国涛、中国共産党創立初期の幹部（* 1897年）
- 1980年 - オズワルド・モズリー、ファシズム運動指導者（* 1896年）
- 1980年 - 板沢峰生、プロ野球選手（* 1961年）
- 1986年 - 川島四郎、栄養学者（* 1895年）
- 1986年 - 武田文吾、元騎手、調教師（* 1907年）
- 1986年 - 東君平、絵本作家、童話作家（* 1940年）
- 1988年 - 清水宗徳、老荘思想研究家（* 1910年）
- 1993年 - 磯田一郎、銀行家、元住友銀行頭取、元経団連副会長（* 1913年）
- 1996年 - バブラク・カールマル、政治家、アフガニスタン革命評議会議長（* 1929年）
- 1997年 - リップ・タイラー、プロレスラー（* 1940年）
- 1998年 - 小金井道宏、徳間書店顧問（* 1934年）
- 1999年 - スキャットマン・ジョン、ミュージシャン（* 1942年）
- 1999年 - マデリーン・カーン、女優（* 1942年）
- 2000年 - 小平忠、政治家（* 1915年）
- 2000年 - 福田純、映画監督（* 1923年）
- 2002年 - 中野幡能、歴史学者（* 1916年）
- 2002年 - 嘉屋實、経営者、元共同石油社長（* 1917年）
- 2002年 - グレン・クイン、俳優（* 1970年）
- 2003年 - フェリックス・カスパー、フィギュアスケート選手（* 1915年）
- 2004年 - 陳省身、数学者、教育家、中国科学院外国人院士（* 1911年）
- 2005年 - 鎌田要人、政治家、元鹿児島県知事（* 1921年）
- 2005年 - 川崎寛治、政治家（* 1922年）
- 2005年 - 田中敦子、画家（* 1932年）
- 2006年 - 大森健次郎、映画監督（* 1933年）
- 2006年 - 竹中省吾、裁判官（* 1942年）
- 2007年 - 椎名時四郎、実業家、元住友商事副会長、元日本ラグビーフットボール協会会長（* 1907年）
- 2007年 - 勝又進、漫画家（* 1943年）
- 2008年 - ロバート・ザイアンス、心理学者（* 1923年）
- 2008年 - オリバー・セルフリッジ、人工知能研究者（* 1926年）
- 2009年 - リチャード・トッド、俳優（* 1919年）
- 2009年 - 有田麻里、女優、声優（* 1936年）
- 2010年 - スキップ・ヤング、プロレスラー（* 1951年)
- 2012年 - 小月冴子、女優（* 1922年）
- 2013年 - 楠田芳子、脚本家（* 1924年）
- 2013年 - 青山純、ドラマー（* 1957年）
- 2014年 - 高島隆平、実業家、元朝日生命保険社長（* 1919年）
- 2014年 - イアン・マクレガン、ロック・ミュージシャン、キーボード奏者（* 1945年）
- 2016年 - 高橋壽夫、官僚、第19代海上保安庁長官、日本空港ビルデング社長（* 1924年）
- 2016年 - ハーブ・ハーデスティ、ミュージシャン（* 1925年）
- 2018年 - 金鉄万、軍人、政治家（* 1920年）
- 2018年 - 大中恩、作曲家（* 1924年）
- 2018年 - 松井栄一、国語学者、辞書編纂者（* 1926年）
- 2018年 - フィリップ・ボスコ、俳優（* 1930年）
- 2018年 - ホセ・ルイス・ヌニェス、実業家、第35代FCバルセロナ会長（* 1931年）
- 2018年 - 坪正直、元調教師（* 1934年）
- 2018年 - アンドレイ・ビートフ、作家（* 1937年）
- 2018年 - ジェフ・マーフィー、映画監督（* 1938年）
- 2018年 - マルクス・バイエル、プロボクサー、元WBC世界スーパーミドル級王者（* 1971年）
- 2019年 - 井口泰孝、物理化学者、東北大学名誉教授（* 1943年）
- 2019年 - チャ・インハ、俳優（* 1992年）
- 2020年 - 花村えい子、漫画家（* 1929年）
- 2020年 - 6代目一龍斎貞水、講談師（* 1939年）
- 2020年 - アンドレ・ギャニオン、作曲家、ピアニスト、指揮者、編曲家（* 1936年）
- 2020年 - 六代目一龍斎貞水、講談師、人間国宝（* 1939年）
- 2021年 - アイリーン・アッシュ、クリケット選手（* 1911年）
- 2021年 - 八奈見乗児、声優、俳優、ナレーター（* 1931年）
- 2021年 - ホルスト・エッケル、サッカー選手（* 1932年）
- 2021年 - 宇田進、神学者、福音派牧師、東京基督教大学名誉教授（* 1933年）
- 2021年 - ラミーヌ・ディアック、陸上競技選手、第5代国際陸上競技連盟会長（* 1933年）
- 2021年 - 新井満、作家、作詞家、作曲家（* 1946年）
- 2021年 - 黒岩明、オートレース選手（* 1976年）
- 2022年 - 坂本博士、バリトン歌手、作曲家、音楽教育者（* 1932年）
- 2022年 - ヴラディーミル・コジュハーリ、指揮者（* 1941年）
- 2022年 - 南裕、催眠術師、催眠心理療法士（* 1963年）
- 2023年 - 徐承恩、石油化学工業技術者（* 1927年）
- 2023年 - 竹下悦男、政治家、元長野県上田市長（* 1935年）
- 2024年 - 小中陽太郎、小説家（* 1934年）

## 記念日・年中行事
- 世界ニホンザルの日
ニホンザルの魅力を知り、関心を高め、保全や福祉について考える日。1948年12月3日、宮崎県の幸島で京都大学の今西錦司らが初めてサルの調査をおこなったことにちなみ、公益財団法人日本モンキーセンターが呼びかけて、2021年より12月3日を「世界ニホンザルの日」とした。日本モンキーセンターをはじめ、各地の動物園等でニホンザルに関するポスター掲示やイベントがおこなわれる。
- 国際障害者デー
1992年の国連総会で制定された国際デー。1982年のこの日に「障害者に関する世界行動計画」が国連総会で採択されたことを記念。
- 国際バスク語の日
- カレンダーの日（ 日本）
太陽暦採用に伴って明治5年12月3日（旧暦）が明治6年（1873年）1月1日となったことに由来し、全国団扇扇子カレンダー協議会が1987年に制定。
- 奇術の日（ 日本）
奇術を行う際の掛け声「ワン、ツー、スリー」にちなんで日本奇術協会が1990年に制定。
- 妻の日（ 日本）
1年間の妻の労をねぎらう日。1年の最後の月である12月と、感謝を表す「サン(3)クス(Thanks)」の語呂合わせに由来する。1995年に凸版印刷が制定。
- みかんの日（ 日本）
全国果実生産出荷安定協議会と農林水産省が制定。11月3日と12月3日。
- 秩父夜祭（ 日本）
埼玉県秩父市の秩父神社の例大祭。京都祇園祭、飛騨高山祭と共に日本三大曳山祭の1つに数えらており、2016年にはユネスコの無形文化遺産に登録された。江戸時代の寛文年間（1661～72）には祭りが存在していた記録があり、300年余りの歴史がある。
12月2日が宵宮で、12月3日が本祭。笠鉾２基と屋台４基の山車が、まちなかを曳き回る[11]。
- 諸手船神事（ 日本）
島根県松江市美保関町の美保神社で齋行される神事。
大国主命が国譲りの際に、美保神社の祭神・事代主命（恵比須様）に諸手船で使者を送ったという古事記などの故事にちなみ、毎年この日に行なわれる。「青柴垣神事」と並ぶ美保神社2大神事のひとつで、厳寒の美保関港から、2槽の古代船に乗り込んだ白装束の氏子たちが海へと漕ぎ出していく。氏子たちは対岸の社の下を折り返すと岸まで競争し、到着後は櫂で激しく海水を掛け合い、大国譲りの様子を再現する[12][13]。
- 天智天皇忌（ 日本）
天智天皇は、天智天皇10年12月3日（672年1月7日）、近江大津宮で崩御。若き頃、中大兄皇子として蘇我入鹿を殺害する大化の改新を断行した。朝鮮半島へ出兵し、白村江の戦いで大敗を喫した後、唐・新羅連合軍の侵略を恐れて、飛鳥から内陸部の近江大津宮（現在の滋賀県大津市）へ遷都。日本最古の全国的な戸籍「庚午年籍」の整備や、時計（漏刻という水時計）を作ったことでも知られる。
陵は、京都府京都市山科区御陵上御廟野町にある山科陵（御廟野古墳）[14]。皇紀2600年を記念して、昭和15年（1940年）に創建された近江神宮は第38代天智天皇を祭神とする[15]。